# Philipp Plein
 (avril 2017).
Le contenu est difficilement compréhensible vu les erreurs de traduction, qui sont peut-être dues à l'utilisation d'un logiciel de traduction automatique.
Philipp Plein, né le 16 février 1978 à Munich (en Allemagne de l'Ouest), est un styliste allemand et fondateur de la marque de prêt-à-porter de luxe du même nom.
Il est le fondateur et le PDG du Plein Group et de Philipp Plein Holding,, dont le siège se trouve à Lugano, en Suisse, et qui est spécialisé dans la création, la fabrication et la distribution mondiale de produits de luxe. Il est également le créateur en chef des marques : Philipp Plein, Billionaire, Plein Sport et Plein Golf,.
Selon le magazine Forbes, la valeur nette de sa fortune est estimée à 800 millions d'euros en mai 2023. 
Philipp Plein figure régulièrement, année après année, parmi les 300 personnes les plus riches de Suisse dans les rapports annuels publiés par Bilanz,,.
En 1998, Philipp Plein a déposé la marque Philipp Plein et a officiellement fondé son entreprise spécialisée dans les produits de luxe.

## Biographie
Philipp Patrick Hannes Plein est né le 16 février 1978 à Munich, en Bavière (Allemagne).
Sa mère, Hanne Plein-Dieth, est femme au foyer, et son père, Gunter Plein, est médecin. Le docteur Gunter Plein a eu une dépendance à l'alcool et a quitté la famille. Hanne Plein-Dieth a demandé le divorce lorsque Philipp avait 3 ans. Après le divorce de ses parents, sa mère a épousé un autre médecin, Klaus Michael-Dieth.
Il a une sœur née le 7 octobre 1987.
En 1998, Philipp Plein a obtenu son diplôme à l'internat Schule Schloss Salem en Allemagne et a commencé à étudier le droit à l'université Friedrich Alexander d'Erlangen en Allemagne.

## Carrière
Philipp Plein a fait des études de droit, en 1998. Il commence ensuite à travailler dans le mobilier d'intérieur, utilisant alors l'acier inoxydable et le cuir de crocodile. Afin d'éviter le gaspillage, il profite des chutes de matériaux pour créer des sacs et accessoires, qu'il commence à vendre à côté de son mobilier.
Le designer connait un tournant dans sa carrière en 2003, lorsqu'il est appelé à mettre en place le salon-lounge de la marque Moët & Chandon sur le salon allemand CPD Düsseldorf, où, il est également invité à présenter et vendre sa ligne de vêtements. Un an plus tard, en 2004, il crée sa première marque, proposant des vêtements décontractés, à l'origine de l’actuelle marque de prêt-à-porter.
En 2016, Plein a été nommé homme de l'année par GQ Allemagne dans la catégorie « créateur de l'année ». Il participe à l’émission américaine Top Model USA comme mentor et coach[réf. nécessaire].

## La marque Philipp Plein
En 2004, Philipp Plein lance sa première collection de vestes militaires décorées avec une tête de mort en cristaux Swarovski. Sa toute première création est vendue au Salon de Maison et Objet, à Paris.
En 2006, la gamme d'accessoires a été introduite et en 2008 la collection « Couture » a été lancée, soutenue par une campagne publicitaire mettant en vedette Naomi Campbell et Marcus Schenkenberg.
En 2008, Philipp Plein a présenté sa collection « heavy metal » à l'occasion du défilé de mode de Germany’s Next Top Model à Barcelone organisé par Heidi Klum[source insuffisante].
En 2009, il collabore avec Mattel et présente la poupée Barbie par Philipp Plein lors de son 50e anniversaire à la foire du jouet de Nürenberg.
Cette même année le premier magasin monomarque est ouvert à Monte-Carlo, et le premier showroom commercial à Milan. La marque relativement peu connue a commencé dès lors à suivre une stratégie d’expansion sur le plan de la distribution mondiale qui conduirait à l'ouverture de plus de 30 magasins phares dans des endroits internationaux en moins de quatre ans.
En 2010, Philipp Plein a ouvert des boutiques à Vienne, Moscou, Saint-Tropez, Cannes, et Kitzbühl, à côté de l'ouverture d'un autre showroom à Düsseldorf.
Le défilé de la collection Femmes Automne/Hiver-2011 est présentée durant la période de la Fashion Week de Milan en février. Il a eu lieu dans une église désaffectée du XVIe siècle remplie de roses blanches où le défilé s’est déroulé sous des fresques et des mosaïques baroques des maîtres italiens, qui était également le visage de la campagne pour la collection Hommes Printemps/ Eté- 2011.
En 2011, Philipp Plein a ouvert des boutiques à Forte dei Marmi et Düsseldorf et le showroom à Hong Kong a été inauguré. Le défilé de la collection Femmes automne-hiver 2011 qui avait lieu en février a été ouvert par une performance d’orchestre[Quoi ?].
En 2012, Philipp Plein ouvre dix boutiques, notamment à Marbella, Moscou Crocus[Quoi ?], Bakou, Milan, Dubaï, Saint-Pétersbourg, Séoul, Macau, Amsterdam et Berlin.
En 2012, Philipp Plein signe un contrat avec le club de football AS Roma pour habiller les joueurs à partir de la saison 2012/13 pendant quatre saisons consécutives.
En 2013, l'expansion au niveau de la distribution a permis l'ouverture de magasins à Porto Cervo, un troisième magasin à Moscou, Paris, Miami, Casablanca, Courchevel, Kiev, Hangzhou, Séoul.
Pendant le défilé Hommes 2014 à Milan, un casino de style Las Vegas a été créé, Iggy Azalea a ouvert le défilé Femmes Printemps/Été-2014 avec son tube Work, suivie par Liya Kebede et uniquement des mannequins noires sur le podium. Cela a été considéré comme une déclaration controversée dans un secteur où les mannequins noires réussissent souvent moins bien que leurs collègues blanches.
En 2014, la marque ouvre plusieurs magasins à Hong Kong, Los Angeles et New York, qui ont suivi ceux d'Ibiza, Bodrum, Doha, le premier « sans taxes/duty free » de Philipp Plein à l'aéroport de Vienne.
Le défilé Hommes Automne-Hiver 2014 a été réalisé par le producteur de shows Étienne Russo. Le défilé Femmes A/H-2014 présentait Rita Ora, Naomi Campbell, Irina Shayk et Anne V.
Le défilé Hommes Printemps-Eté 2015 et l'afterparty ont eu lieu dans une piscine publique historique et abandonnée qui a été rénovée pour le spectacle. En janvier 2015, Snoop Dogg a ouvert le défilé, suivi par le défilé femmes en février.
Philipp Plein crée des défilés de mode qui ont compté parmi les plus excentriques et les plus attendus[réf. nécessaire] des fashion weeks masculines et féminines de Milan. Le défilé féminin Printemps-Été 2017 qui a eu lieu en septembre 2016, s’appelait « Alice in Ghettoland » et mettait en scène Fergie à bord d’un cabriolet vintage faisant le tour d’un quartier imaginaire aux côtés du rappeur Fat Joe. Pour le final, Paris Hilton et les autres mannequins sont montées dans un carrousel géant. C’est avec cet événement que Philipp Plein a fait ses adieux à Milan : son défilé automne-hiver 2018 mixte se déroulait le 13 février à la Public Library de New York. Tiffany Trump, Madonna, Kyle Jenner et Paris Hilton et des artistes hip hop comme Fat Joe, Slick Rick et Remy Ma étaient tous au premier rang. Parmi les mannequins Desiigner, Pete Wentz, Young Thug et Jeremy "The Hot Felon" Meeks. Nas, The Kills and 2 Live Crew ont joué pendant le défilé.
En 2016, le groupe Philipp Plein est créé et réunit la marque Philipp Plein originale, Billionaire Couture, dont la part majoritaire a été acquise en mai, ainsi Plein Sport , la première marque d'articles de sport de luxe au monde, lancé en septembre. Ce sont ainsi 500 points de vente qui ont été installés au cours des 4 semaines de la première campagne[réf. souhaitée] de vente. Les défilés de Billionaire et Plein Sport ont eu lieu pendant la semaine de la mode de Milan Automne/Hiver 2018.
En janvier 2017, il ouvre trois points de vente à Milan, Pékin et Hong Kong.

### Cryptomonnaie
Philipp Plein est devenu la première grande marque de mode à accepter les cryptomonnaies comme moyen de paiement en juillet 2021,.
Le Plein Group a acheté un terrain dans le métavers Decentraland, une plateforme de réalité virtuelle en 3D. Le groupe a acheté le terrain virtuel pour un prix de 1,4 million de dollars américains. Plein a participé à la Metaverse Fashion Week de Decentraland en 2022, présentant une collection de vêtements NFT créée en partenariat avec Antoni Tudisco.

### Propriété

#### Château Falconview
Philipp Plein construit une résidence privée de 200 millions de dollars à Bel Air, Los Angeles.
Plein construit le Chateau Falcon View sur un terrain de 3,6 acres qu'il a acheté en 2014. Le terrain appartenait à l'origine à Howard Hughes, magnat américain des affaires aujourd'hui décédé, et la construction devrait être achevée en 2025.